# التشهير عبر الإنترنت
التشهير الإلكتروني أو الفضح السايبراني هو شكل من أشكال العدالة الأهلية على الإنترنت، يتم فيها إذلال وفضح الأهداف علانية بسبب أفعالهم التي تم عملها في الخفاء، أو دون الرغبة في نشرها على وسائل التواصل. يرى أنصار التشهير أنه شكل من أشكال المشاركة عبر الإنترنت التي تتيح للمخترقين الحقوقيين والمعارضين الإلكترونيين تصحيح الظلم. يرى النقاد أنها أداة تشجع على التنمر الإلكتروني والغوغاء على الإنترنت، وتهدف إلى تدمير سمعة ومهن الأشخاص أو المنظمات الذين يتصور أنهم قاموا بأفعال مهينة. وينطوي العار على الإنترنت في كثير من الأحيان على نشر معلومات خاصة على الإنترنت (اسقاط الوثائق)، والتي يمكن أن تؤدي في كثير من الأحيان إلى رسائل الكراهية، والتهديدات بالقتل لتخويف ذلك الشخص. يعتبر الإذلال العلني مصدرًا للجدل خاصة عند الحديث عن الخصوصية والأخلاق.

## فضح وتشهير عام

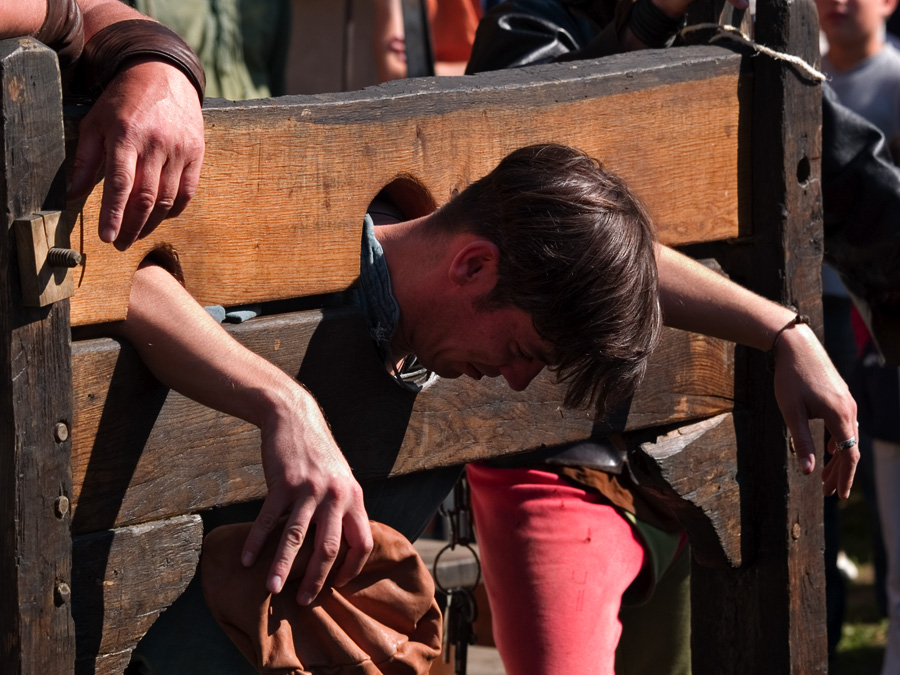
قارن جون رونسون الإشهار على الانترنت بجهاز المشهرة في القرون الوسطى.

تستخدم مواقع وخدمات التواصل الاجتماعي على الإنترنت بسهولة وعلى نطاق واسع لنشر الحالات التي يظهر فيها سلوك ينظر له كسلوك مخالف لأعراف المجتمع أو سلوك مستهجن.
حدد ديفيد فورلو، رئيس لجنة الإعلام والخصوصية والتشهير في رابطة المحامين الأمريكية، المخاوف المحتملة المتعلقة بالخصوصية التي تثيرها المواقع الإلكترونية لتسهيل نشر المعلومات التي لا تشكل جزءًا من السجل العام (المستندات المودعة لدى وكالة حكومية)، وقال أن مثل هذه المواقع «فقط تعطي مساحة للأشخاص الذين قد تجانب أقوالهم الحقيقة».
بعد بعض الحوادث المثيرة للجدل حول التشهير والفضح العام، وضع موقع الروابط والمناقشة الشهير رديت قاعدة صارمة ضد نشر معلومات التعريف الشخصية غير العامة في الموقع. يخضع الأشخاص الذين يخرقون القاعدة للحظر على الموقع، وقد تتم إزالة مشاركاتهم أو حتى إزالة المجتمع بأكمله بسبب انتهاك القاعدة. في 1 فبراير 2017، قام الموقع بحظر مجتمعين من مجتمعات اليمين المتطرف هما r/altright و r/alternativeright لقيامهما بنشر معلومات خاصة لأفراد وانتهاك قواعد وشروط الموقع.
في عام 2015، تناول كتاب «لقد تعرضت للتشهير علنًا» لكاتبه جون رونسون موضوع التشهير على الإنترنت. قام رونسون بتوثيق كيف أدت الإهانة على الإنترنت أصبح إلى أصابة الناس برهاب الخلاء بسبب النكات التي أسيء تفسيرها، ويقول إن على الناس التفكير مرتين قبل أن يدينوا شخصًا بقسوة لأنه لم يرتكب أي خطأ. يتطرق رونسون إلى الطبيعة التي لا ترحم للوعي الجماعي، وهي قضية سائدة في ثقافة الإقصاء المعاصرة.
في عام 2019، ناقش جون أوليفر التشهير العام والتنمر عبر الإنترنت في حلقة من الأسبوع الماضي الليلة مع جون أوليفر، حيث أجرى مقابلة مع مونيكا لوينسكي حول هذا الموضوع.

## أنواع

### إسقاط وثائق
إسقاط الوثائق أو جمع المستندات (بالإنجليزية: doxing)‏ وهو اختصار لإسقاط الوثائق (Documet or "docs" dropping)، وهو الوسيلة التي يتم بها الكشف عن هوية الشخص الحقيقية عبر الإنترنت عمدًا دون إذن الضحية. وينطوي على البحث وبث معلومات التعريف الشخصية عن الفرد، غالبًا بهدف الإضرار به. يمكن أن يؤدي هذا في كثير من الأحيان إلى الابتزاز والإكراه والمضايقة والتنمر وغيرها من أشكال سوء المعاملة.

### إباحيات الانتقام
تمثل المواد الإباحية القسرية (دون علم الشخص) شكلاً من أشكال التسجيل الصريح جنسيًا الذي يتم نشره على الإنترنت من أجل إذلال شخص ما، يتم توزيع المواد المخلة بشكل متكرر من قِبل قراصنة الكمبيوتر أو الشركاء السابقين (يُطلق عليها اسم إباحيات الثأر أو الإنتقام). غالبًا ما يتم الجمع بين الصور ومقاطع الفيديو التي تحتوي على الأفعال الجنسية مع المعلومات الشخصية لذلك الشخص، مثل عناوين المنزل وأماكن العمل. يمكن أن تتدمر حياة الضحايا نتيجةً لذلك، فالضحايا معرضون للترصد والمراقبة الإلكترونية والإيذاء البدني، وكذلك يواجهون صعوبات في مكان عملهم.وقد يفقد البعض وظائفهم بعد أن تصبح صورهم معروفة نتيجة للفحص الدوري من قبل أصحاب العمل، بينما يعجز آخرون عن العثور على عمل على الإطلاق.

### اختراق بيانات آشلي ماديسون

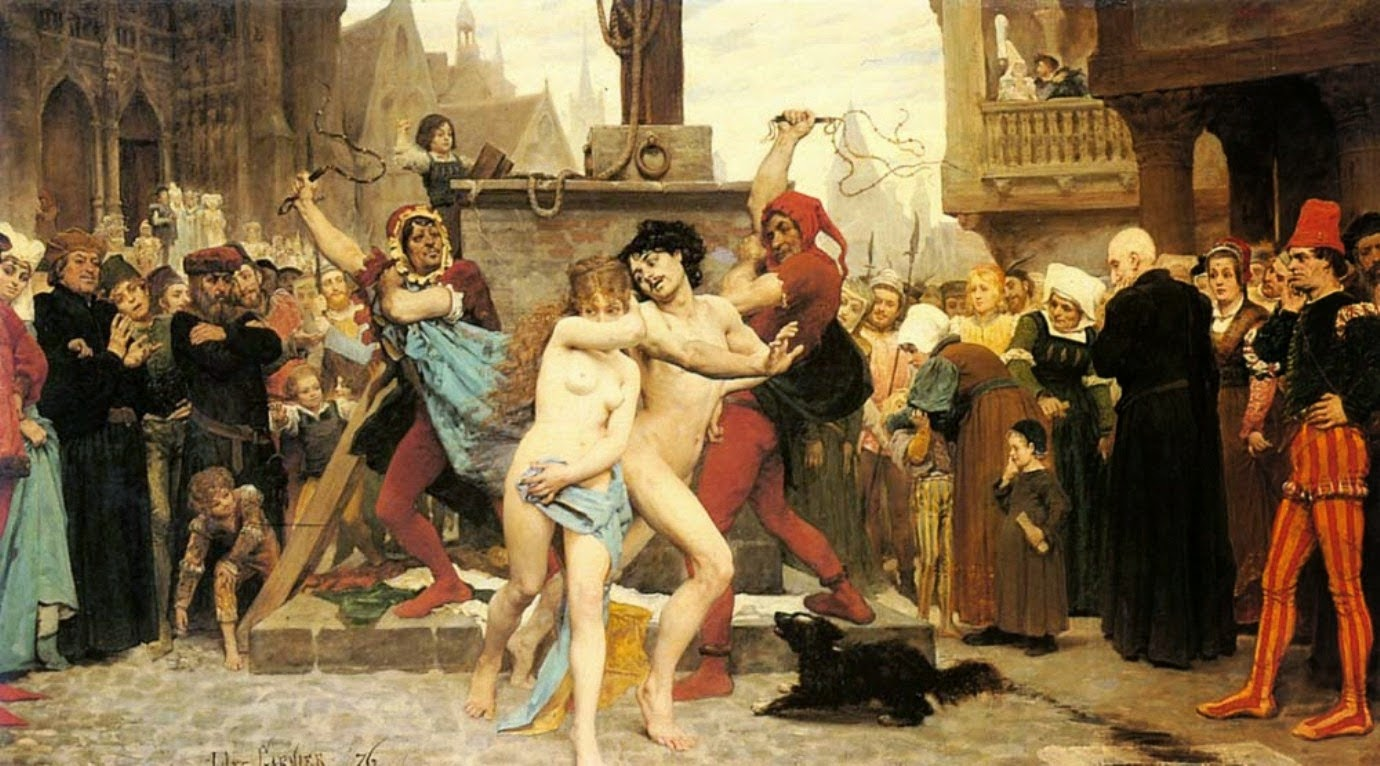
يقال بأن الإذلال العلني لمستخدمي آشلي ماديسون شكل من أشكال "الجلد في ساحة المدينة الافتراضية".

#### سلوك الركاب على وسائل النقل العام

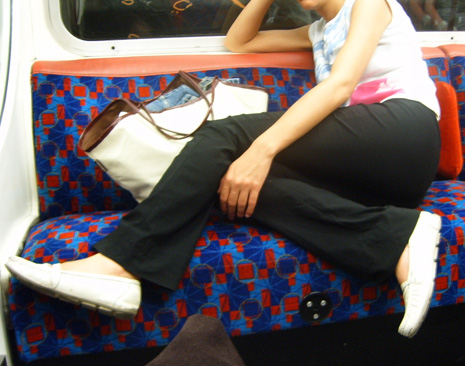
امرأة تشغل مقاعد فارغة في مترو أنفاق لندن